# تيليسوس
تيليسوس (Τύλισος) هي بلدة وبلدية سابقة في الوحدة الإقليمية هيراكليون في جزيرة كريت. أصبحت جزءًا من بلدية ماليفيزي بعد إصلاحات الحكومات المحلية عام 2011، وهي وحدة بلدية داخلها.  تبلغ مساحة الوحدة البلدية 131.064 كيلومتر مربع (50.604 ميل مربع).  عدد سكانها 2,867 نسمة في عام 2011. وهي موقع آثار قديمة من العصر المينوسي. تم إنشاء بلدية تيليسوس في عام 1999 وتضم 11 قرية. يعتمد الاقتصاد على الزراعة، وخاصة زراعة العنب (التي تمثل 4.8٪ من إنتاج الجزيرة) وزراعة الزيتون. كما يعمل السكان أيضا تربية الماشية والأغنام والماعز والدجاج وخلايا النحل.